# Papilio
Genre
Papilio est un genre de lépidoptères de la famille des Papilionidae. Présent sur tous les continents sauf l'Antarctique, ce genre est particulièrement diversifié en Afrique, en Asie tropicale et en Amérique centrale.

## Description
Les Papilio sont souvent des papillons colorés et de grande taille. Beaucoup d'espèces (pas toutes cependant) portent une et parfois plusieurs paires de queues sur leurs ailes postérieures, d'où leur surnom de « porte-queues ». Les espèces des climats tempérés sont souvent blanches ou jaunes avec des zébrures noires et quelques motifs rouges et bleus.
Comme les autres espèces de la famille des Papilionidae, les espèces du genre Papilio présentent les caractéristiques suivantes :
- les chenilles possèdent derrière la tête un organe érectile fourchu appelé osmeterium. Lorsqu'une chenille est agressée, elle prend une posture arquée, l'osmeterium érigé émettant des substances odorantes contenant des terpènes.
- la deuxième nervure anale sur l'aile postérieure atteint le bord de l'aile (alors qu'elle fusionne avec la première chez les autres familles de lépidoptères).
- les écailles cervicales se rejoignent sous le cou.

## Biologie
Les œufs sont sphériques et pondus isolément sur la plante-hôte. Les chenilles sont lisses ou épineuses, certaines imitent des fientes d'oiseau ou des serpents. Elles se nourrissent de plantes de la famille des Rutacea, qui inclut des plantes importantes pour l'agriculture telles que les espèces des genres Citrus (les agrumes), Murraya, Choisya et Calodendrum. Les chenilles de certaines espèces peuvent occasionner d'importants dégâts à ces cultures. La nymphose a lieu horizontalement ou verticalement, la chrysalide étant maintenue par une ceinture de soie

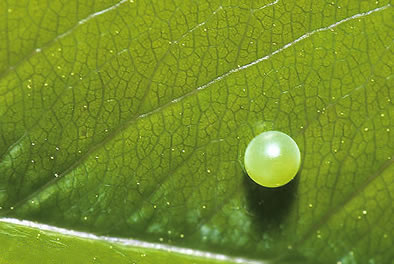
Œuf de Papilio glaucus
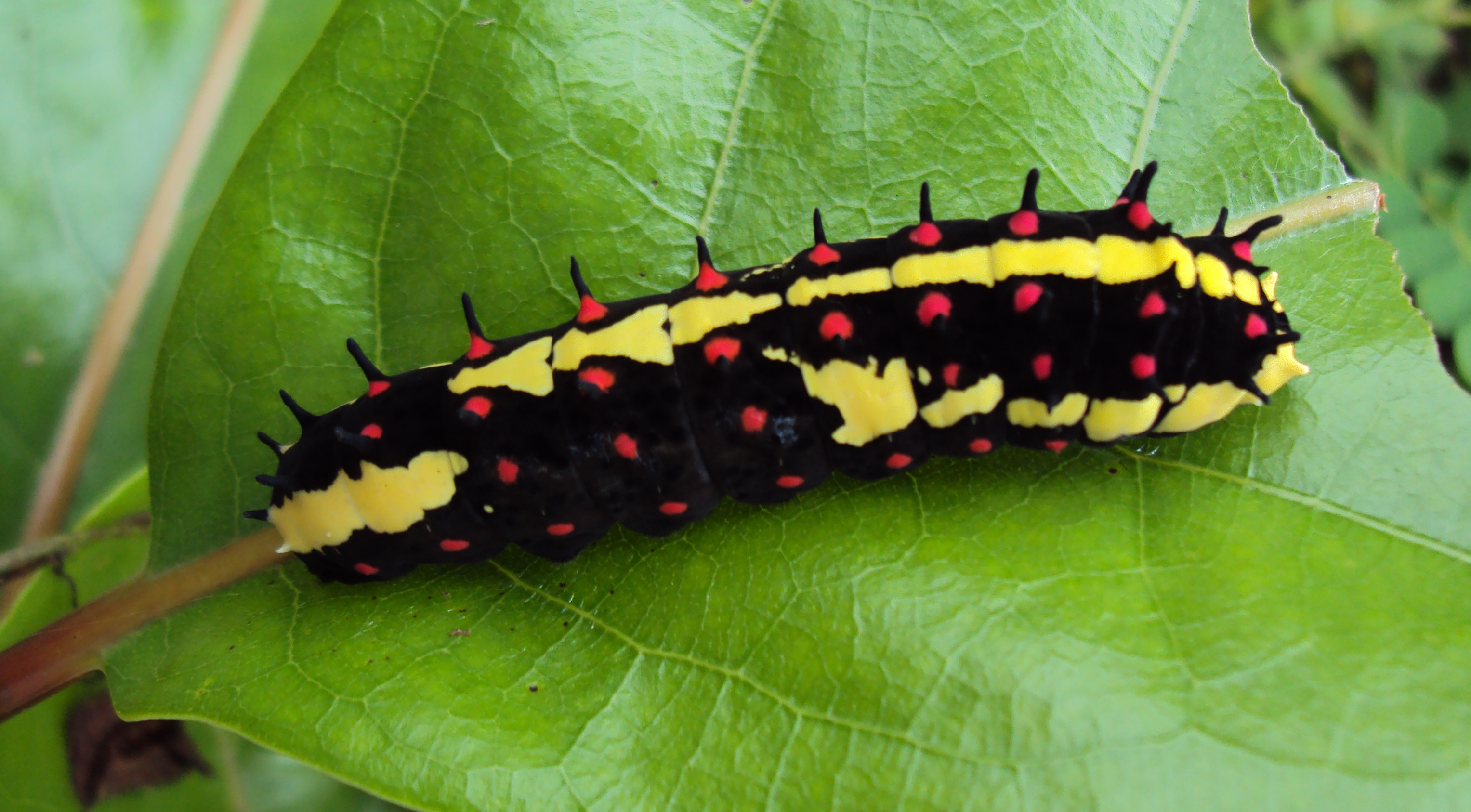
Chenille de Papilio clytia
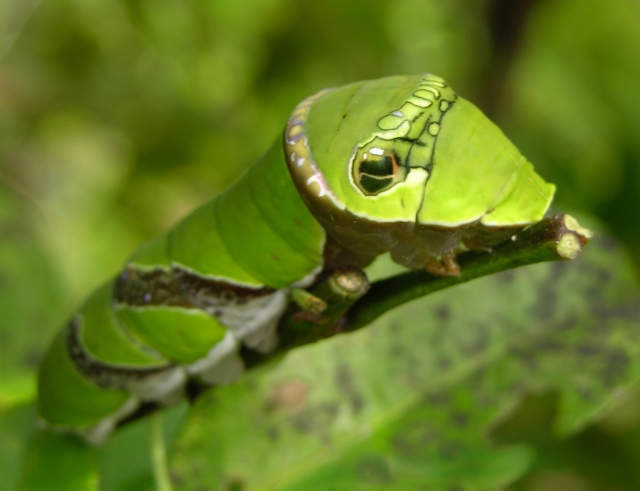
Chenille de Papilio polymnestor
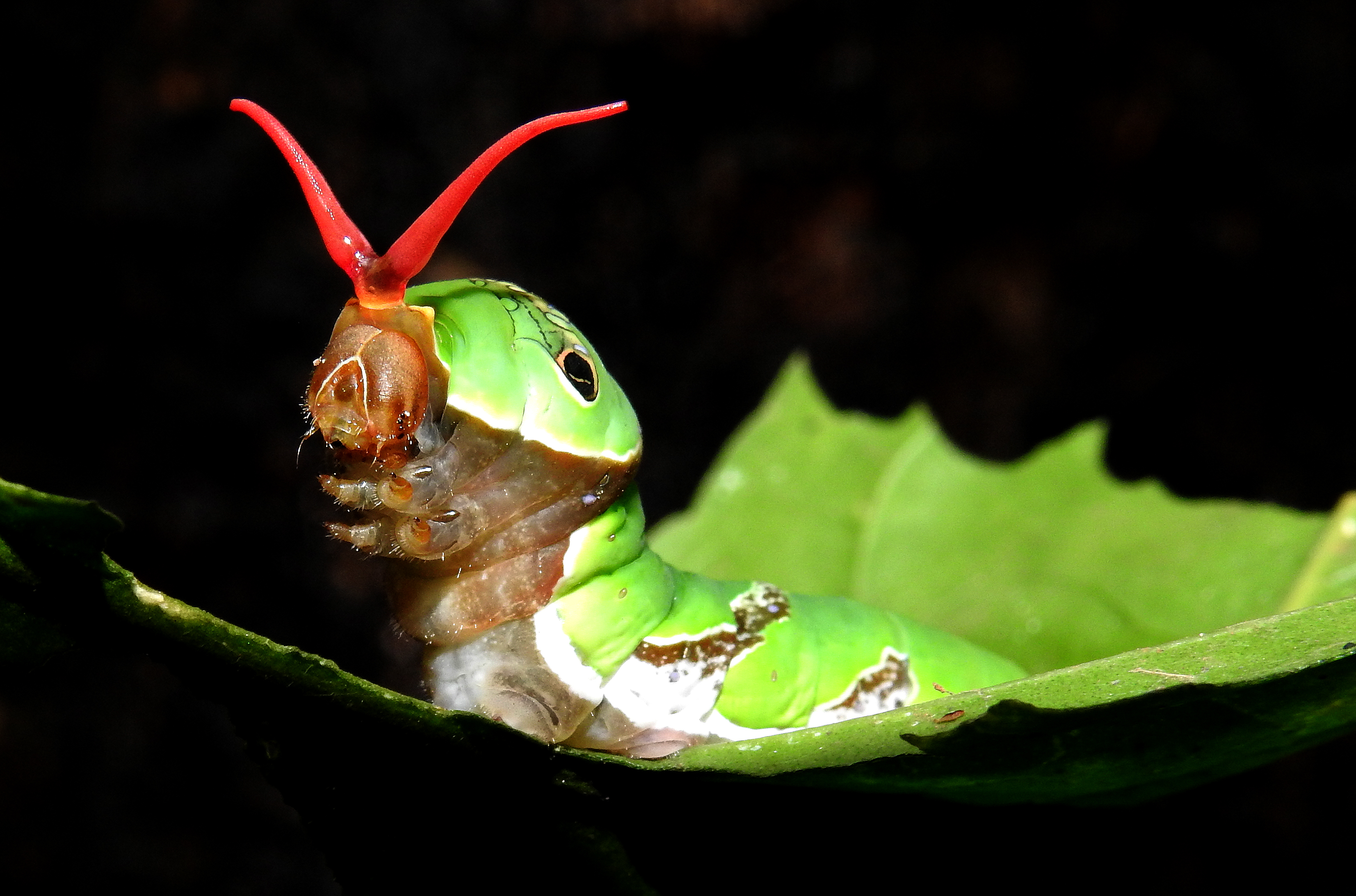
Chenille de Papilio polytes avec son osmeterium sorti
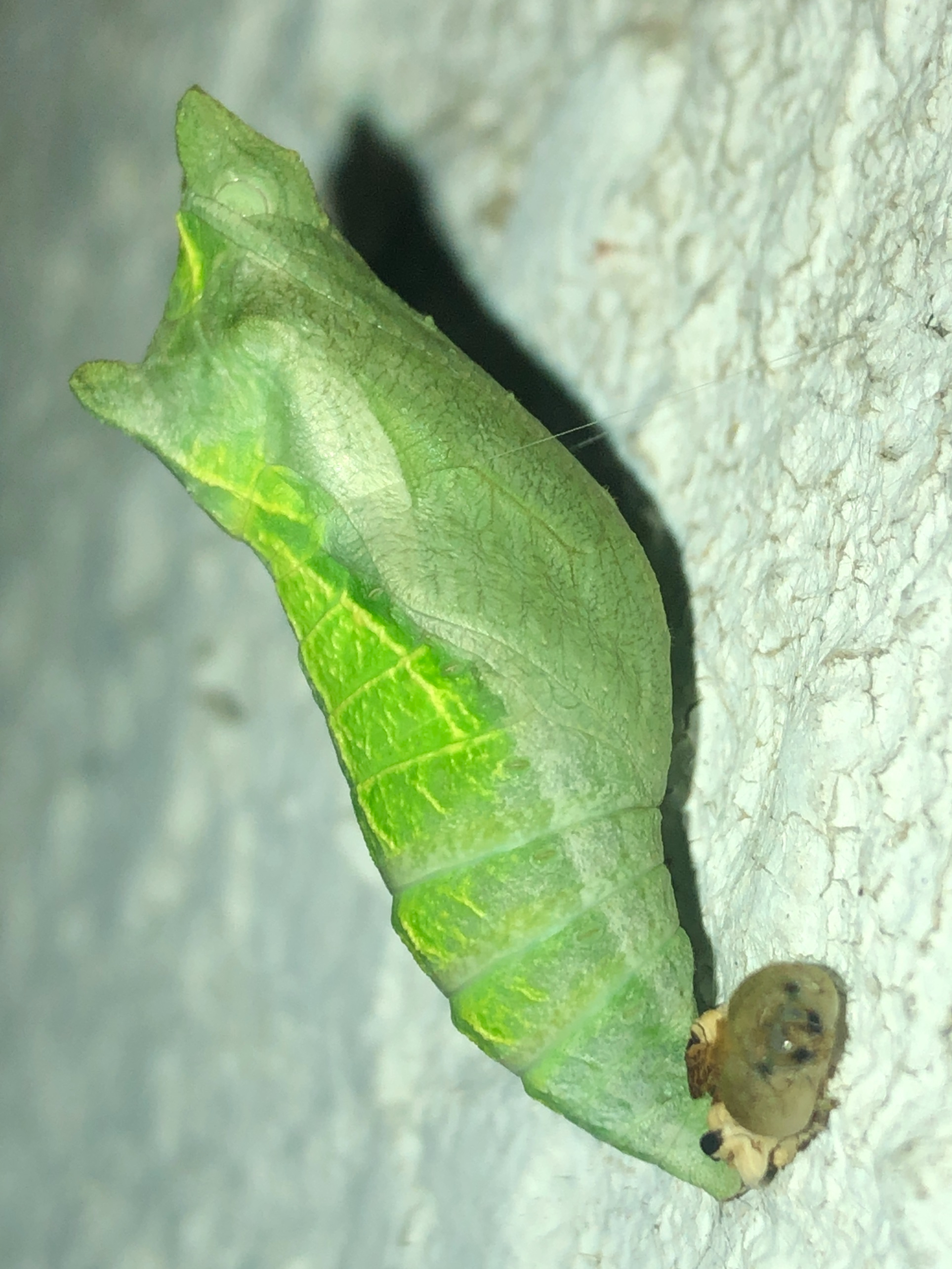
Chrysalide de Papilio xuthus

## Habitat et répartition
Le genre Papilio est présent sur tous les continents à l'exception de l'Antarctique. Les Papilio sont présents aussi bien dans les zones tempérées que dans les zones tropicales, cependant la majorité des espèces vivent sous des climats chauds.

## Systématique
Le genre Papilio a été décrit par le naturaliste suédois Carl von Linné en 1758.
L'espèce type pour le genre est Papilio machaon Linnaeus, 1758.

### Synonymie
Le polymorphisme important de ce genre lui vaut une grande quantité de synonymes :
- Pterourus Scopoli, 1777[2]
- Princeps Hübner, 1807[3]
- Amaryssus Dalman, 1816[4]
- Jasoniades Hübner, 1819[5]
- Euphoeades Hübner, 1819
- Heraclides Hübner, 1819
- Achillides Hübner, 1819
- Orpheides Hübner, 1819
- Nestorides Hübner, 1819
- Calaides Hübner, 1819
- Priamides Hübner, 1819
- Iliades Hübner, 1819
- Menelaides Hübner, 1819
- Troilides Hübner, 1819
- Clytia Swainson, 1833[6]
- Thoas Swainson, 1833[7]
- Aernauta Berge, 1842[8]
- Caudati Koch, 1860
- Pyrrhosticta Butler, 1872[9]
- Druryia Aurivillius, 1881[10]
- Chilasa Moore, 1881[11]
- Harimala Moore, 1881
- Charus Moore, 1881
- Sarbaria Moore, 1881
- Cadugoides Moore, 1881
- Sainia Moore, 1881
- Araminta Moore, 1881
- Euploeopsis de Nicéville, 1887 [12]
- Menamopsis de Nicéville, 1887
- Pangeranopsis de Nicéville, 1887
- Panosmiopsis de Nicéville, 1887
- Isamiopsis Moore, 1888 [13]
- Tamera Moore, 1888
- Achivus Kirby, 1896[14]
- Eques Kirby, 1896
- Icarus Röber, 1898[15]
- Melindopsis Aurivillius, 1898[16]
- Iterus Donitz, 1899[17]
- Sadengia Moore, 1902[18]
- Heterocreon Kirby, 1904[19]
- Mimbyasa Evans, 1912[20]
- Agehana Matsumura, 1936[21]
- Eleppone Hancock, 1979
- Motasiona Niculescu, 1979

## Liste des espèces
D'après Funet :

### Sous-genreAchillides(Hübner, 1819)
- Groupe du paris
  - Papilio (Achillides) arcturus (Westwood, 1842)
  - Papilio (Achillides) bianor (Cramer, 1777)
  - Papilio (Achillides) dialis (Leech, 1893)
  - Papilio (Achillides) doddsi (Janet, 1896)
  - Papilio (Achillides) hoppo (Matsumura, 1908)
  - Papilio (Achillides) karna (C. & R. Felder, 1864)
  - Papilio (Achillides) krishna (Moore, 1857)
  - Papilio (Achillides) maackii (Ménétriés, 1859)
  - Papilio (Achillides) paris (Linnaeus, 1758)
  - Papilio (Achillides) polyctor (Boisduval, 1836)
  - Papilio (Achillides) elephenor (Doubleday, 1845)

- Groupe du palinurus
  - Papilio (Achillides) buddha (Westwood, 1872)
  - Papilio (Achillides) crino (Fabricius, 1793)
  - Papilio (Achillides) palinurus (Fabricius, 1787)
  - Papilio (Achillides) blumei (Boisduval, 1836)

- Groupe innommé
  - Papilio (Achillides) anchisiades (Esper, 1788)
  - Papilio (Achillides) chikae (Igarashi, 1965)
  - Papilio (Achillides) peranthus (Fabricius, 1787)
  - Papilio (Achillides) pericles (Wallace, 1865)
  - Papilio (Achillides) lorquinianus (C. & R. Felder, 1865)
  - Papilio (Achillides) neumoegeni (Honrath, 1890)

- Groupe de l'ulysses
  - Papilio (Achillides) montrouzieri (Boisduval, 1859)
  - Papilio (Achillides) syfanius (Oberthür, 1886)
  - Papilio (Achillides) ulysses (Linnaeus, 1758)

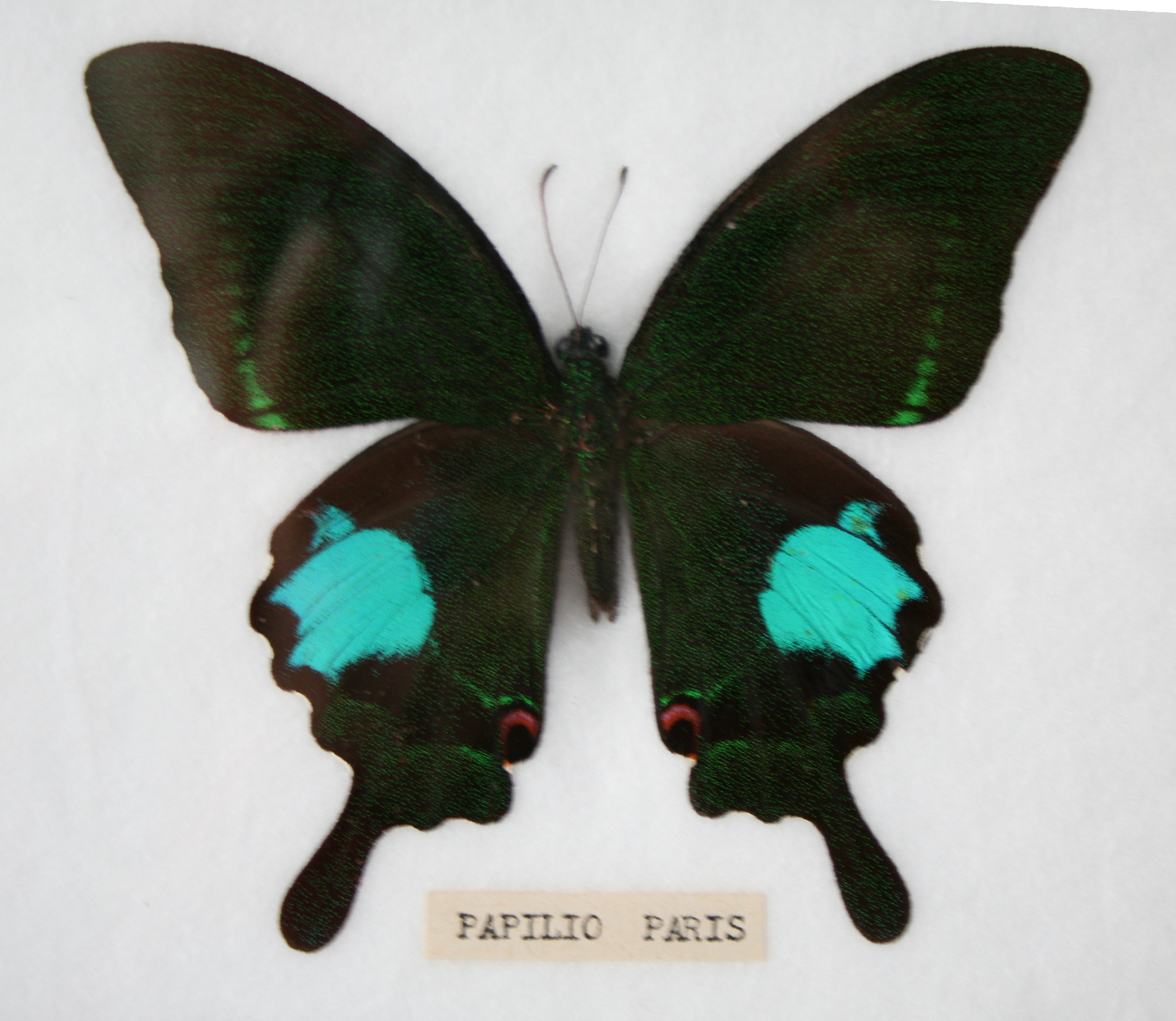
Papilio paris
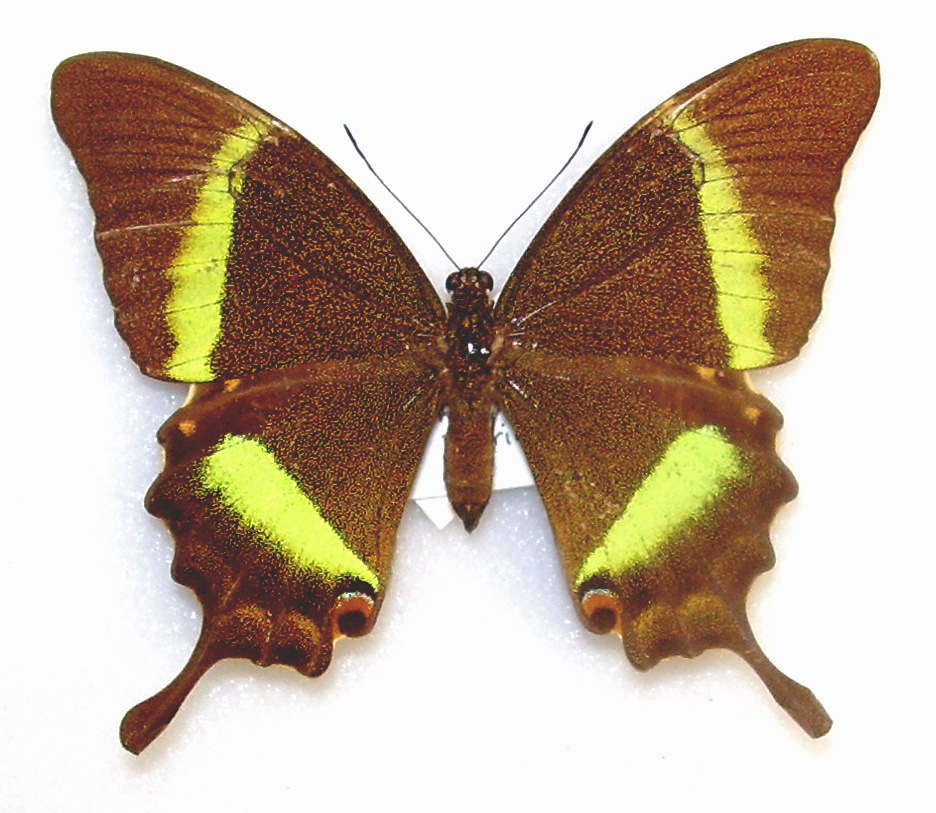
Papilio Palinurus
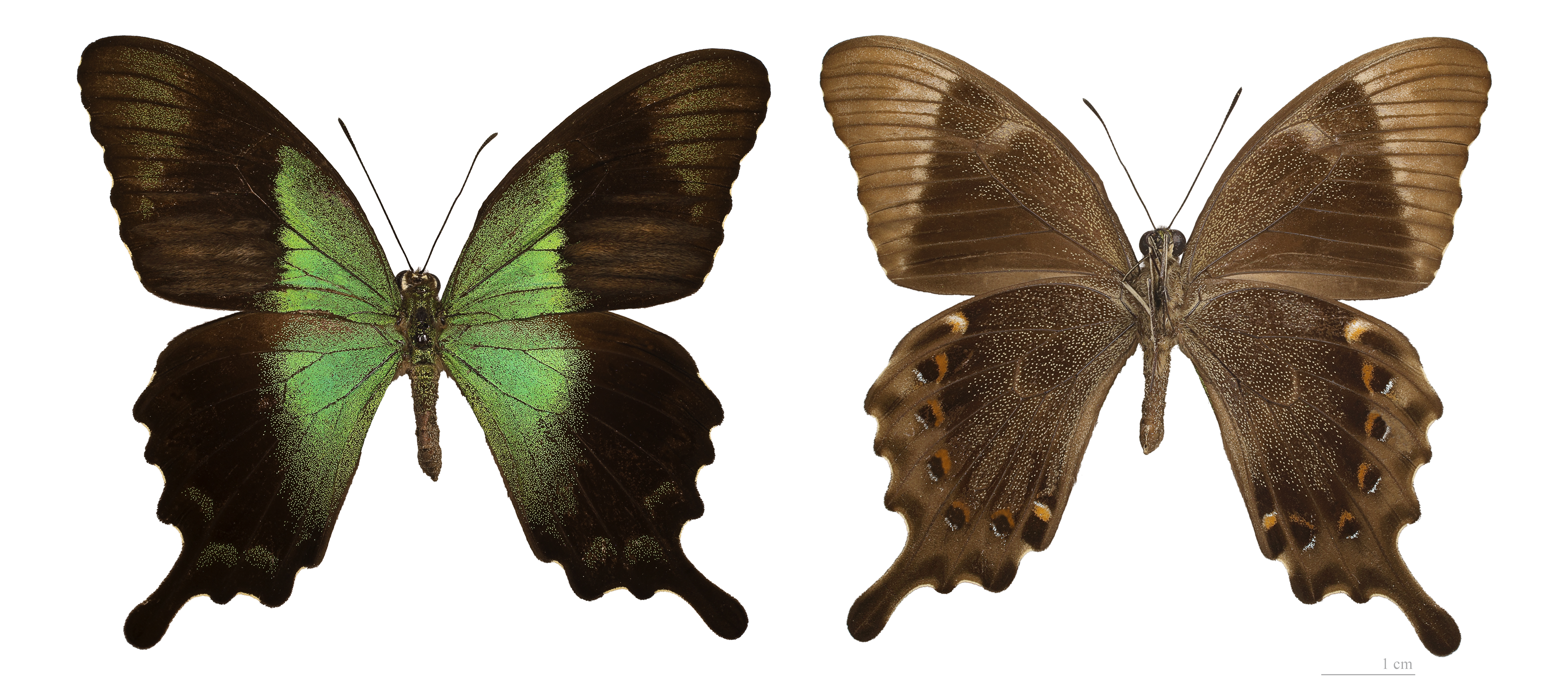
Papilio peranthus - Muséum de Toulouse
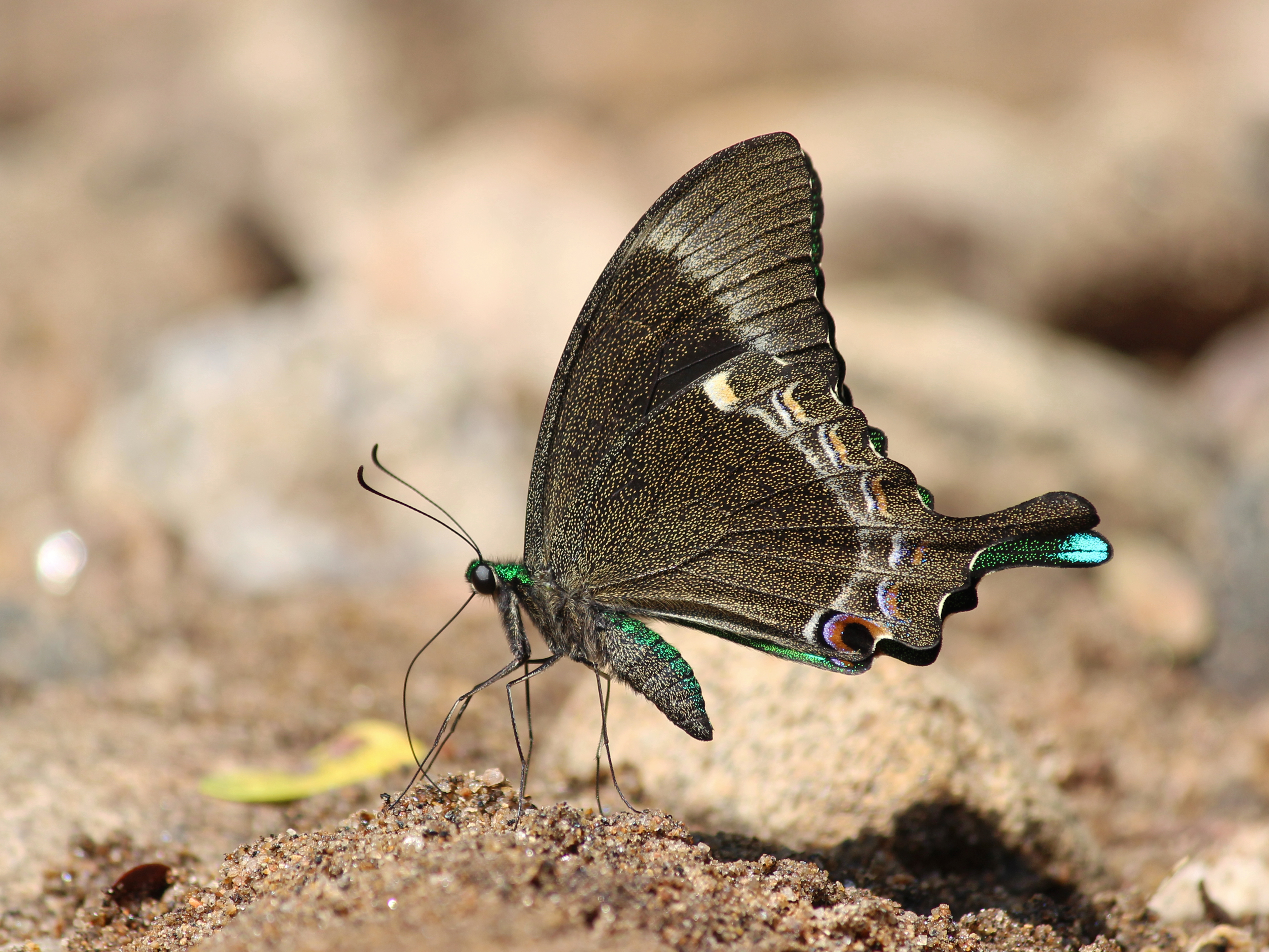
Papilio crino à Melagiri, Inde.

### Sous-genreHeraclides(Hübner, 1819)
- Groupe de l'anchisiades
  - Papilio chiansiades Westwood, 1872
  - Papilio epenetus Hewitson, 1861
  - Papilio erostratus Westwood, 1847
  - Papilio hyppason Cramer, 1775
  - Papilio isidorus Doubleday, 1846
  - Papilio pelaus Fabricius, 1775
  - Papilio oxynius (Geyer, [1827])
  - Papilio rogeri Boisduval, 1836

- Groupe du  thoas
  - Papilio andraemon (Hübner, [1823])
  - Papilio androgeus Cramer, [1775]
  - Papilio aristodemus Esper, 1794
  - Papilio aristor Godart, 1819
  - Papilio astyalus Godart, 1819
  - Papilio caiguanabus Poey, [1852]
  - Papilio cresphontes Cramer, [1777]
  - Papilio homothoas Rothschild & Jordan, 1906
  - Papilio machaonides Esper, 1796
  - Papilio melonius Rothschild & Jordan, 1906
  - Papilio ornythion Boisduval, 1836
  - Papilio paeon Boisduval, 1836
  - Papilio thersites Fabricius, 1775
  - Papilio thoas Linnaeus, 1771

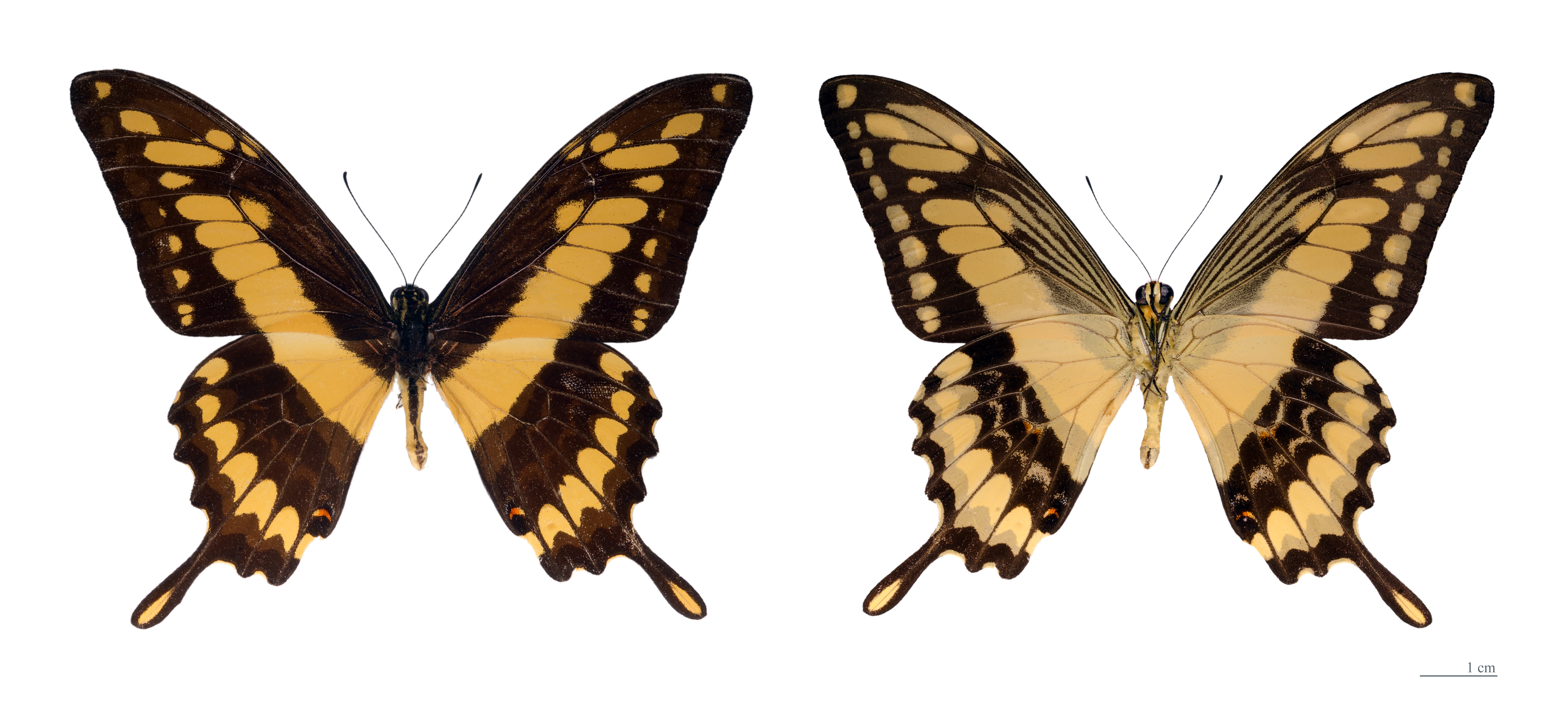
Papilio thoas thoas - MHNT

- Groupe du torquatus
  - Papilio garleppi Staudinger, 1892
  - Papilio hectorides Esper, 1794
  - Papilio himeros Hopffer, 1865
  - Papilio lamarchei Staudinger, 1892
  - Papilio torquatus Cramer, 1777

- Groupe innommé
  - Papilio peleides Esper, 1793
  - Papilio okinawensis Fruhstorfer, 1898
  - Papilio tros (Hübner, [1825])

### Sous-genrePapilio(Linnaeus, 1758)
- Groupe du machaon
  - Papilio alexanor Esper, 1800
  - Papilio brevicauda (Saunders, 1869)
  - Papilio hospiton Gené, 1839
  - Papilio indra (Reakirt, 1866)
  - Papilio machaon (Linnaeus, 1758)
  - Papilio saharae (Oberthür, 1879)
  - Papilio polyxenes (Fabricius, 1775)
  - Papilio zelicaon (Lucas, 1852)

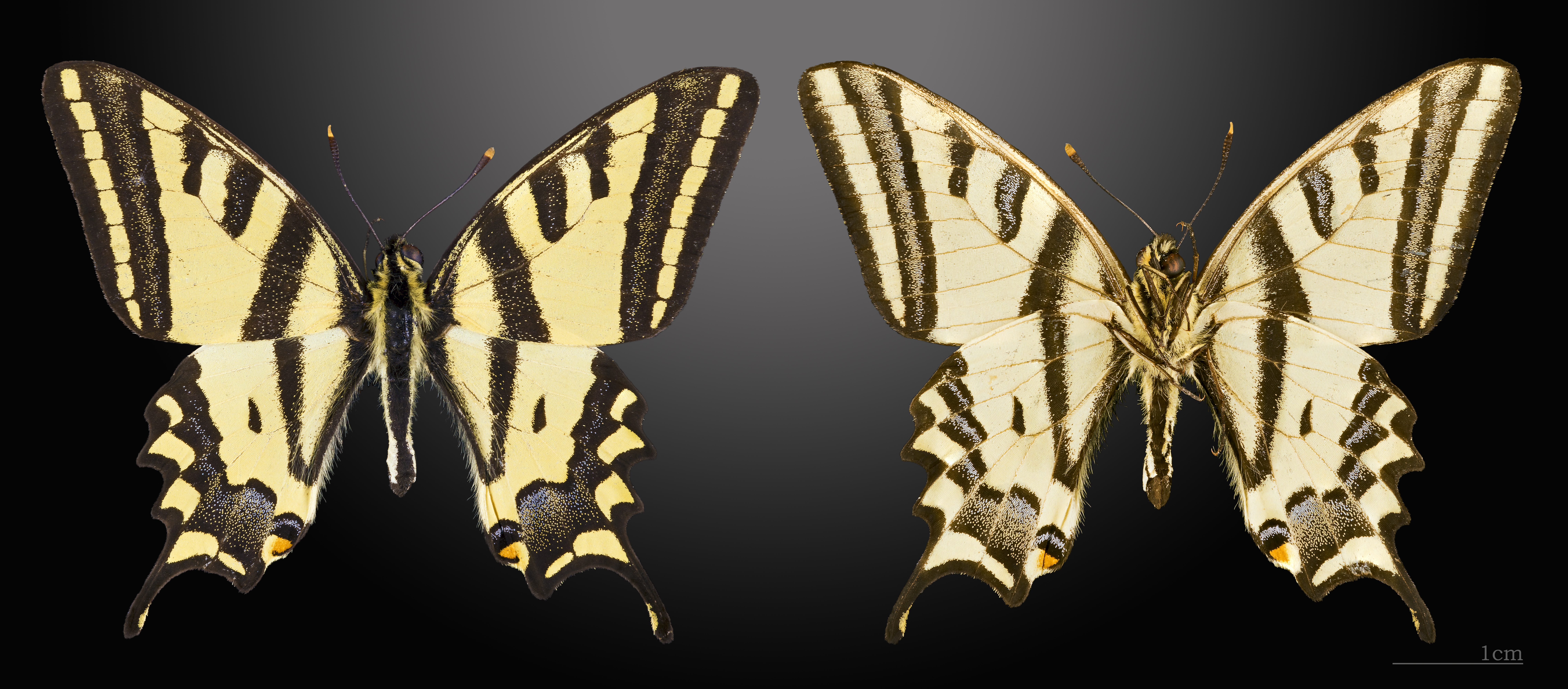
Papilio alexanor MHNT
Papilio hospiton MHNT
Papilio machaon MHNT

### Sous-genrePrinceps(Hübner, 1807)
- Groupe de l' antimachus
  - Papilio antimachus (Drury, 1782)

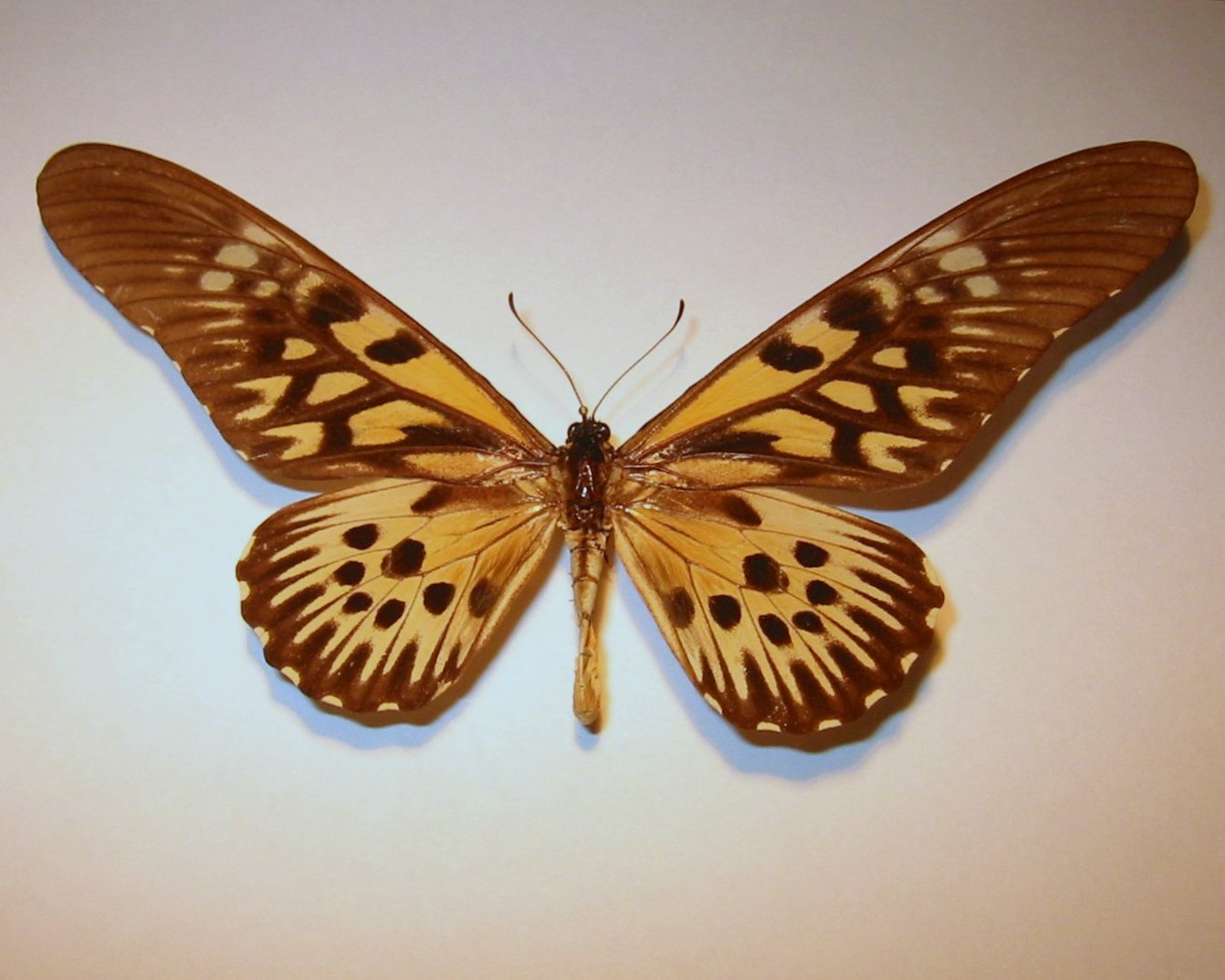
Groupe de l'antimachus- Papilio antimacchs

- Groupe du  zalmoxis
  - Papilio zalmoxis (Hewitson, 1864)

- Groupe du  nireus
  - Papilio aristophontes (Oberthür, 1897)
  - Papilio nireus (Linnaeus, 1758)
  - Papilio charopus (Westwood, 1843)
  - Papilio chrapkowskii (Suffert, 1904)
  - Papilio chrapkowskoides (Storace, 1952)
  - Papilio desmondi (van Someren, 1939)
  - Papilio hornimani (Distant, 1879)
  - Papilio interjectana (Vane-Wright, 1995)
  - Papilio nerminae (Koçak, 1983)
  - Papilio sosia (Rothschild & Jordan, 1903)
  - Papilio thuraui (Karsch, 1900)
  - Papilio ufipa (Carcasson, 1961)
  - Papilio wilsoni (Rothschild, 1926)

- Groupe du cynorta
  - Papilio arnoldiana (Vane-Wright, 1995)
  - Papilio cynorta (Fabricius, 1793)
  - Papilio plagiatus (Aurivillius, 1898)

- Groupe du dardanus
  - Papilio dardanus (Brown, 1776)
  - Papilio constantinus (Ward, 1871)
  - Papilio delalandei (Godart, 1824)
  - Papilio phorcas (Cramer, 1775)
  - Papilio rex (Oberthür, 1886)

- Groupe du zenobia
  - Papilio cyproeofila (Butler, 1868)
  - Papilio fernandus (Fruhstorfer, 1903)
  - Papilio filaprae (Suffert, 1904)
  - Papilio gallienus (Distant, 1879)
  - Papilio mechowi (Dewitz, 1881)
  - Papilio mechowianus (Dewitz, 1885)
  - Papilio zenobia (Fabricius, 1775)
  - Papilio nobicea (Suffert, 1904)

- Groupe du  demodocus
  - Papilio demodocus (Esper, 1799)
  - Papilio demoleus (Linnaeus, 1758)
  - Papilio erithonioides (Grose-Smith, 1891)
  - Papilio grosesmithi (Rothschild, 1926)
  - Papilio morondavana (Grose-Smith, 1891)

- Groupe de l' echerioides
  - Papilio echerioides (Trimen, 1868)
  - Papilio fuelleborni (Karsch, 1900)
  - Papilio jacksoni (Sharpe, 1891)
  - Papilio sjoestedti (Aurivillius, 1908)

- Groupe de l' oribazus
  - Papilio oribazus (Boisduval, 1836)
  - Papilio epiphorbas (Boisduval, 1833)
  - Papilio nobilis (Rogenhofer, 1891)

- Groupe de l' hesperus
  - Papilio hesperus (Westwood, 1843)
  - Papilio euphranor (Trimen, 1868)
  - Papilio horribilis (Butler, 1874)
  - Papilio pelodurus (Butler, 1896)

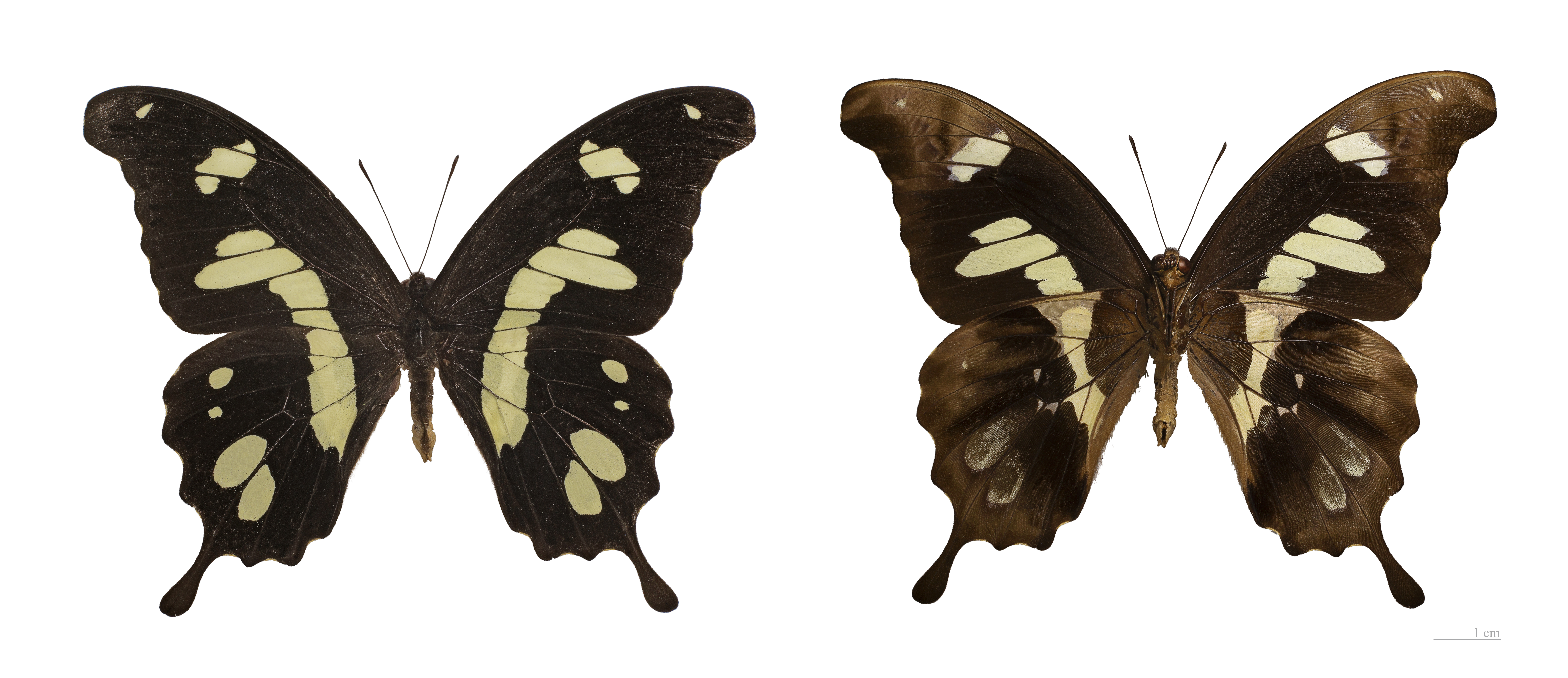
Papilio hesperus hesperus - MHNT

- Groupe du  menestheus
  - Papilio menestheus (Drury, 177)
  - Papilio lormieri (Distant, 1874)
  - Papilio ophidicephalus (Oberthür, 1878)

- Groupe innommé
  - Papilio andronicus (Ward, 1871)
  - Papilio chitondensis (Bivar de Sousa & Fernandes, 1966)
  - Papilio leucotaenia (Rothschild, 1908)
  - Papilio mackinnoni (Sharpe, 1891)
  - Papilio mangoura (Hewitson, 1875)
  - Papilio manlius (Fabricius, 1798)
  - Papilio microps (Storace, 1951)
  - Papilio phorbanta (Linnaeus, 1771)

- Groupe du demolion
  - Papilio demolion (Cramer, 1776)
  - Papilio liomedon  (Moore, 1875)
  - Papilio gigon (C. & R. Felder, 1864)
  - Papilio euchenor (Guérin-Méneville, 1829)

- Sans groupe
  - Papilio luzviae (Schröder & Treadaway, 1991)

- Groupe de l' anactus
  - Papilio anactus (MacLeay, 1826)

- Groupe de l'aegeus
  - Papilio aegeus (Donovan, 1805)
  - Papilio bridgei (Mathew, 1886)
  - Papilio erskinei (Mathew, 1886)
  - Papilio gambrisius (Cramer, 1777)
  - Papilio inopinatus (Butler, 1883)
  - Papilio ptolychus (Godman & Salvin, 1888)
  - Papilio tydeus (C. & R. Felder, 1860)
  - Papilio weymeri (Niepelt, 1914)
  - Papilio woodfordi (Godman & Salvin, 1888)

- Groupe du godeffroyi
  - Papilio amynthor (Boisduval, 1859)
  - Papilio godeffroyi (Semper, 1866)
  - Papilio schmeltzi (Herrich-Schäffer, 1869)

- Groupe du polytes
  - Papilio ambrax (Boisduval, 1832)
  - Papilio polytes (Linnaeus, 1758)
  - Papilio phestus (Guérin-Méneville, 1830)

- Groupe du castor
  - Papilio castor (Westwood, 1842)
  - Papilio dravidarum (Wood-Mason, 1880)
  - Papilio mahadeva (Moore, 1879)

- Groupe du fuscus
  - Papilio albinus (Wallace, 1865)
  - Papilio antonio (Hewitson, 1875)
  - Papilio diophantus (Grose-Smith, 1883)
  - Papilio fuscus (Goeze, 1779)
  - Papilio hipponous (C. & R. Felder, 1862)
  - Papilio jordani (Fruhstorfer, 1906)
  - Papilio noblei (de Nicéville, 1889)
  - Papilio pitmani (Elwes & de Nicéville, 1887)
  - Papilio prexaspes (C. & R. Felder, 1865)
  - Papilio sakontala (Hewitson, 1864)

- Groupe de l' helenus
  - Papilio helenus (Linnaeus, 1758)
  - Papilio iswara (White, 1842)
  - Papilio iswaroides (Fruhstorfer, 1898)
  - Papilio nephelus (Boisduval, 1836)
  - Papilio nubilus (Staudinger, 1895)
  - Papilio sataspes (C. & R. Felder, 1865)

- Groupe du memnon
  - Papilio acheron (Grose-Smith, 1887)
  - Papilio ascalaphus (Boisduval, 1836)
  - Papilio deiphobus (Linnaeus, 1758)
  - Papilio rumanzovia (Eschscholtz, 1821)
  - Papilio forbesi (Grose-Smith, 1883)
  - Papilio lampsacus (Boisduval, 1836)
  - Papilio mayo (Atkinson, 1873)
  - Papilio memnon (Linnaeus, 1758)
  - Papilio oenomaus (Godart, 1819)
  - Papilio polymnestor (Cramer, 1775)
  - Papilio thaiwanus (Rothschild)

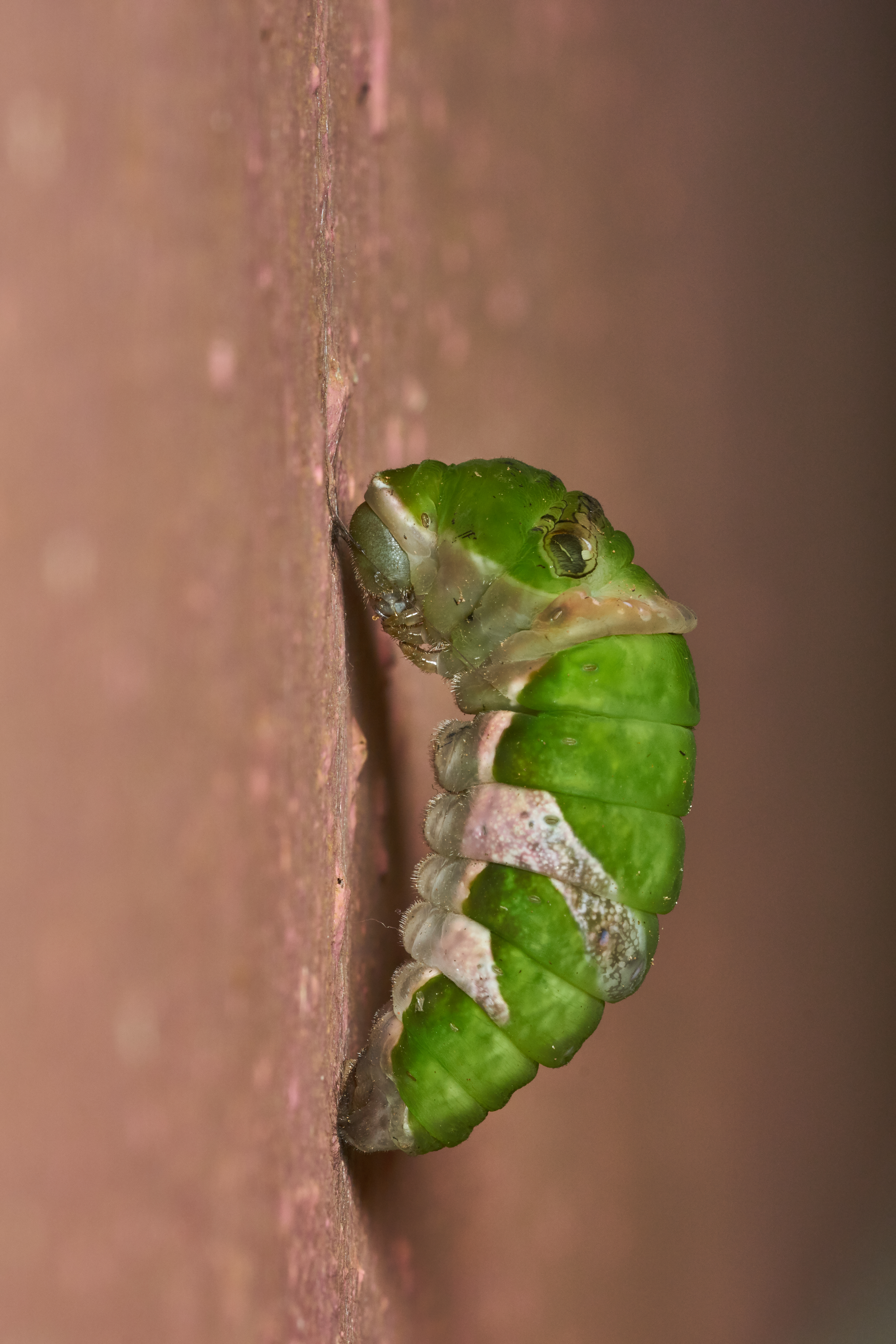
Chenille de Papilio polymnestor

- Groupe du  protenor
  - Papilio protenor
  - Papilio alcmenor (C. & R. Felder, 1864)
  - Papilio macilentus (Janson, 1877)
  - Papilio thaiwanus (Rothschild, 1898)

- Groupe du  bootes
  - Papilio bootes (Westwood, 1842)
  - Papilio elwesi (Leech, 1889)
  - Papilio maraho (Shiraki & Sonan, 1934)

### Sous-genrePterourusScopoli, 1777
- Groupe du troilus
  - Papilio palamedes Drury, [1773]
  - Papilio troilus Linnaeus, 1758

- Groupe du glaucus
  - Papilio appalachiensis (Pavulaan & Wright, 2002)
  - Papilio canadensis Rothschild & Jordan, 1906
  - Papilio esperanza Beutelspacher, 1975
  - Papilio eurymedon Lucas, 1852
  - Papilio glaucus Linnaeus, 1758
  - Papilio multicaudata Kirby, 1884
  - Papilio pilumnus Boisduval, 1836
  - Papilio rutulus Lucas, 1852

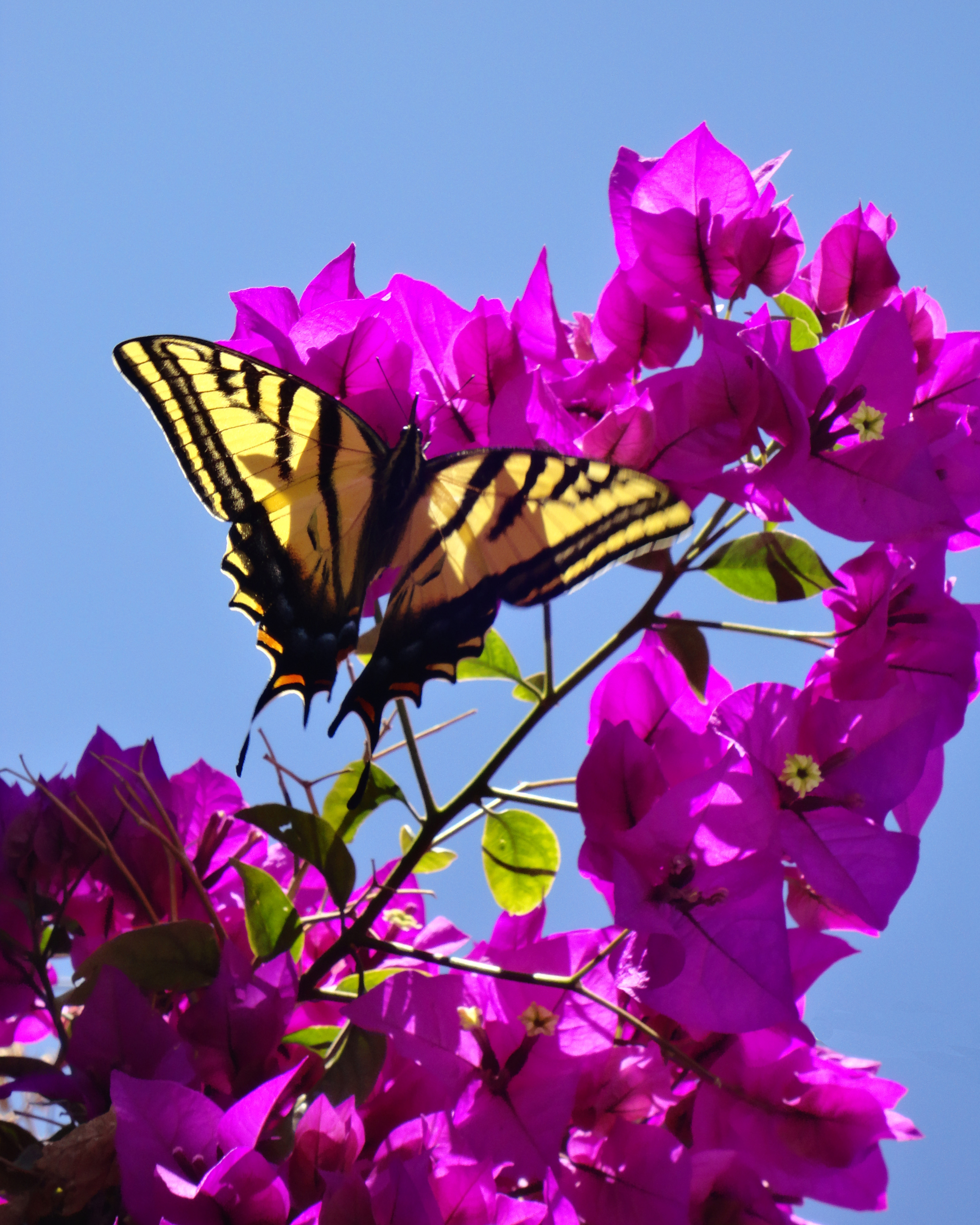
Papilio multicaudata

- Groupe du zagreus
  - Papilio neyi Niepelt, 1909
  - Papilio zagreus Doubleday, 1847
  - (Papilio bachus) C. & R. Felder, 1865

- Groupe du scamander
  - Papilio birchallii Hewitson, 1863
  - Papilio hellanichus Hewitson, 1868
  - Papilio scamander Boisduval, 1836
  - Papilio xanthopleura Godman & Salvin, 1868

- Groupe de l' homerus
  - Papilio cacicus Lucas, 1852
  - Papilio euterpinus Salvin & Godman, 1868
  - Papilio garamas (Geyer, [1829])
  - Papilio homerus Fabricius, 1793
  - Papilio menatius (Hübner, [1819])
  - Papilio warscewiczii Hopffer, 1865

### Sous-genreSinoprinceps(Hancock, 1983)
- Papilio benguetanus Joicey & Talbot, 1923
- Groupe du  xuthus
  - Papilio xuthus Linnaeus, 1767

### Sous-genre innommé
- Groupe de l' agestor
  - Papilio agestor Gray, 1831

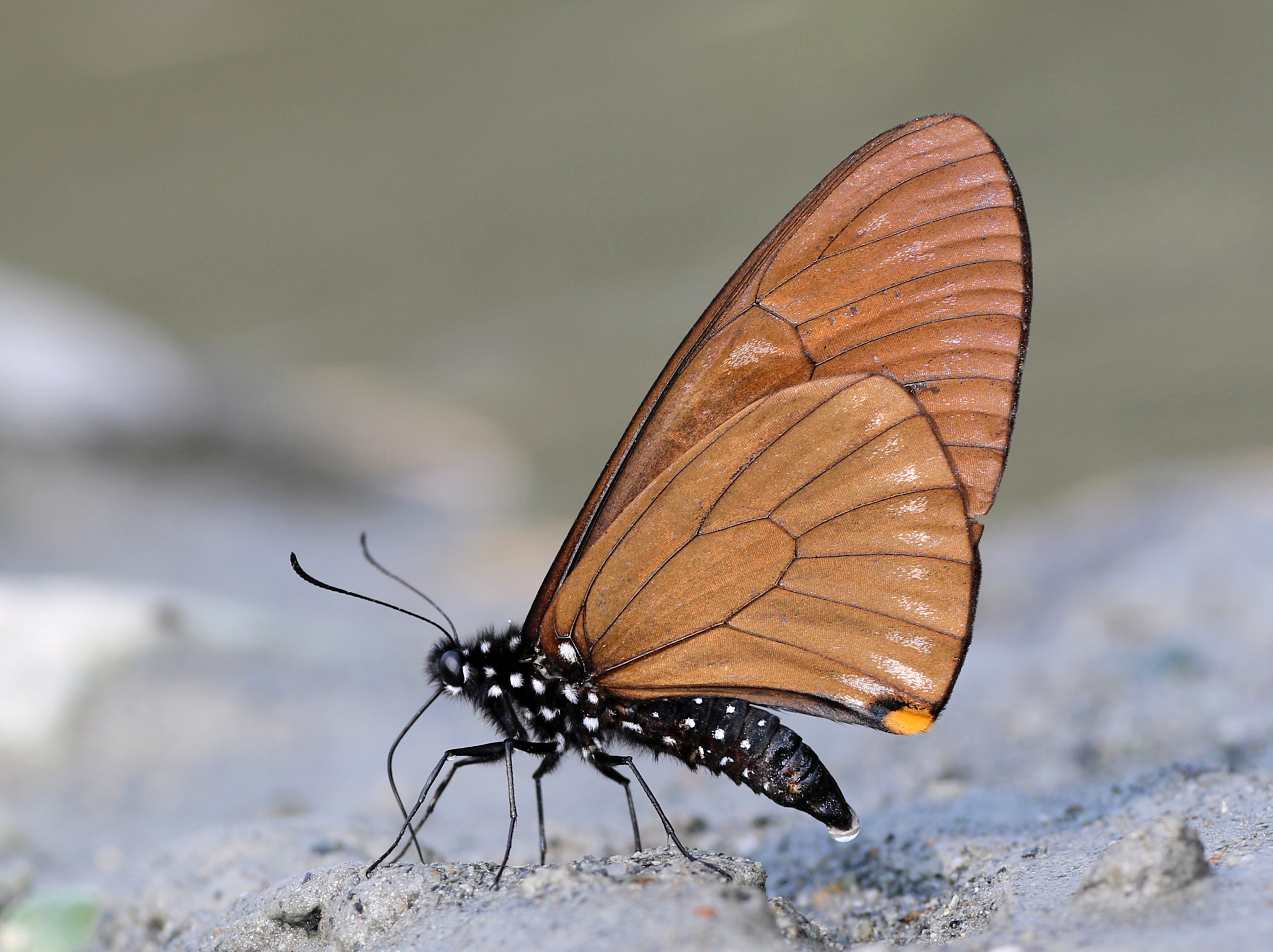
Un papilio stateri mâle. Avril 2015.

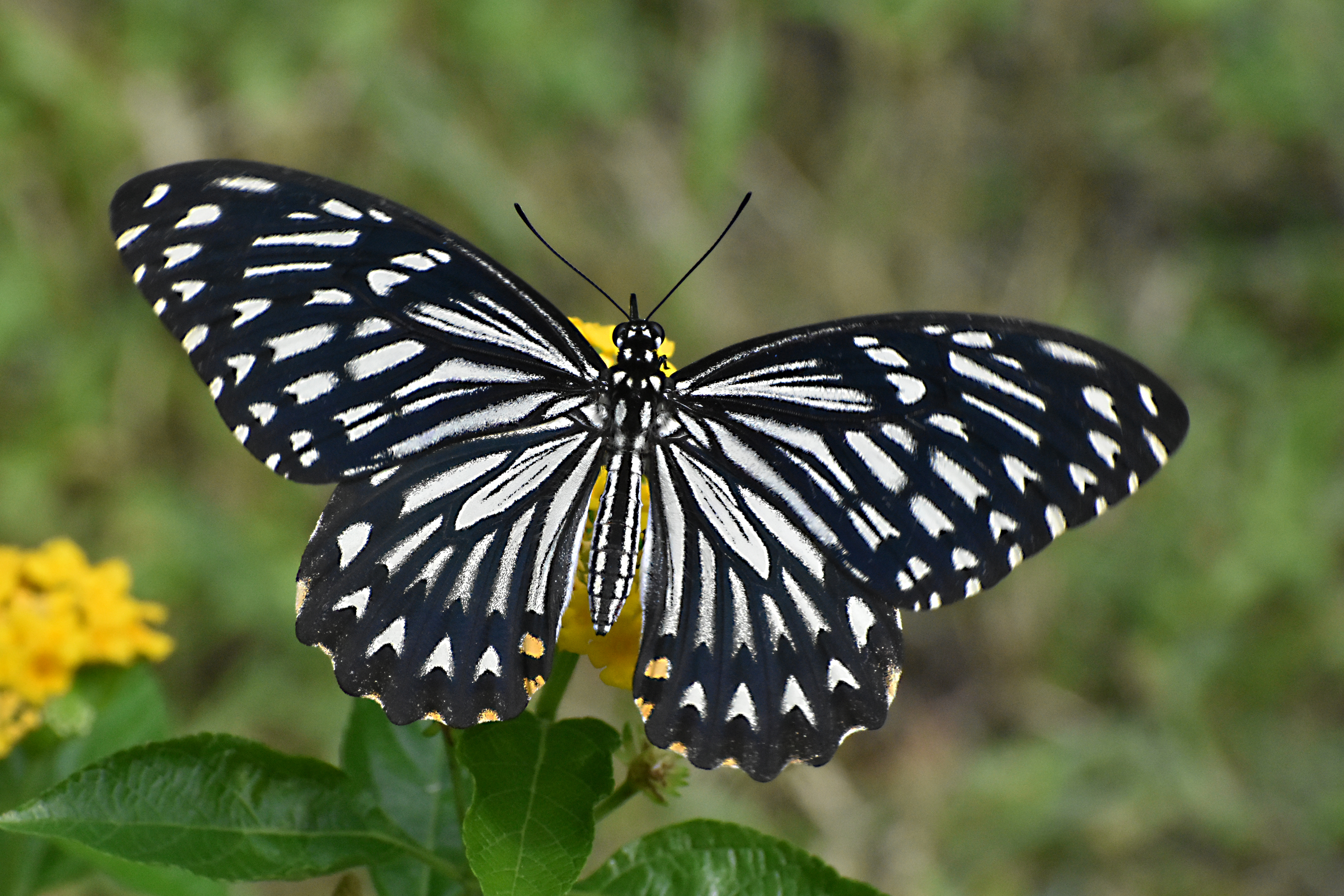
Un papilio clytia.

  - Papilio epycides Hewitson, [1864]
  - Papilio slateri Hewitson, 1853

- Groupe du clytia
  - Papilio clytia Linnaeus, 1758
  - Papilio paradoxa (Zincken, 1831)

- Groupe du veiovis
  - Papilio veiovis Hewitson, [1865]

- Groupe du  laglaizei
  - Papilio laglaizei Depuiset, 1877
  - Papilio moerneri Aurivillius, 1919
  - Papilio toboroi Ribbe, 1907

- Groupe du natewa
  - Papilio natewa Tennent, Chandra, Muller, 2018

- Groupe innommé
  - Papilio osmana Jumalon, 1967
  - Papilio carolinensis Jumalon, 1967

## En Europe
Seuls trois papillons du genre Papilio sont présents :
- Papilio alexanor Esper, 1799 – Alexanor.
- Papilio hospiton Guénée, 1839 – Porte-queue de Corse.
- Papilio machaon Linnaeus, 1758 — Machaon ou Grand porte-queue.